# 若菜奈央
若菜 奈央（わかな なお、1994年2月6日 - ）は、日本の元AV女優。オールプロモーション所属

## 略歴・人物
東京都出身。2015年8月、プレステージ専属女優としてAVデビュー。
高身長で10頭身のモデル体型。趣味・特技はヨガ、水泳、ピアノ。かつては子役タレントして活動していたとされている。
2017年1月をもってプレステージの専属を離れ、以降は多数のメーカー作品に出演している。
2018年4月、Twitterにて2017年10月をもってAV女優を引退したこと、今後はファッションモデルとしての活動を目指していくことを表明した。

## 出演作品

### アダルトDVD
- まさかのAVデビュー 元子役タレント 若菜奈央（8月11日、プレステージ）
- 若菜奈央がご奉仕しちゃう超最新やみつきエステ（9月10日、プレステージ）
- 天然成分由来 若菜奈央汁120％（10月10日、プレステージ）
- 新・絶対的美少女、お貸しします。 ACT.48（11月11日、プレステージ）
- 風俗タワー 性感フルコース3時間SPECIAL（12月10日、プレステージ）

- ポルノスター（1月9日、プレステージ）
- 彼女のお姉さんは、誘惑ヤリたがり娘（2月10日、プレステージ）
- NEW WATER POLE（3月11日、プレステージ）
- 絶頂ランジェリーナ 14（4月1日、プレステージ）
- 人生初・トランス状態 激イキ絶頂セックス（6月10日、プレステージ）
- 若菜奈央の極上筆おろし（7月29日、プレステージ）
- 全裸コスプレ 04（8月26日、プレステージ）
- なまなかだし 13（9月30日、プレステージ）
- エンドレスセックス（10月14日、プレステージ）
- ボクを好き過ぎるボクだけの従順ペット 1（11月11日、プレステージ）
- 1VS1 【※演技一切無し】 本能剥き出しタイマン4本番 ACT.07（12月11日、プレステージ）

- ヲタサーの姫。 03（1月13日、プレステージ）
- 若菜奈央 マジックミラー号 ナンパ待ち（2月2日、SODクリエイト）
- わたしのカラダは、生徒にすぐにイカされます。（2月19日、プレミアム）
- 彼女のお姉さんは巨乳と中出しOKで僕を誘惑（3月1日、OPPAI）
- 夫の親族に毎日中出しされ続けた未亡人（3月2日、ヒビノ）
- スロ～で射精させてからギアチェンジ爆速中出しSEX（3月7日、痴女ヘブン）
- 若菜奈央の凄テクを我慢できれば生中出しSEX!（3月13日、ワンズファクトリー）
- 働く女の艶めかしい完全着衣ファック（3月13日、Fitch）
- 人妻寝盗られ物語（3月16日、グローリークエスト）
- 痴漢ビデオレター（3月18日、ナチュラルハイ）
- 絡み合う唾液、濃厚接吻。汗だく激性交。（3月19日、TEPPAN）
- 粘着親父と汁・マン汁・唾液を絡ませ合うPtoM(プッシートゥマウス)セックス（3月25日、MOODYZ）
- 人妻奴隷調教クラブ（3月31日、ワープエンタテインメント）
- 粘液まみれのぐちょにゅる黄金比ボディ 超大量ローション!中出し!（4月1日、E-BODY）
- 乳首ギュンギュンつねりながら強制中出しチングリ騎乗位 長身痴女OL編（4月1日、乱丸）
- 旦那の上司に言い寄られ断り切れずに弄ばて 義父に見つかり夫に内緒で近親性交する若妻（4月6日、ヒビノ）
- 夫よりも義父を愛して…。（4月7日、マドンナ）
- 禁欲女×絶倫男 ナマで覚醒! 本能剥き出し 真正中出し解禁!!（4月7日、本中）
- 【異常な同棲ごっこ】 現在公開可能な情報 5 女子大生 奈央 22歳（4月13日、アリスJAPAN）※「奈央」名義
- 献身的で自慢の婚約者が俺の親父に寝取られ種付けプレスされていた。（4月13日、ダスッ!）
- 狂おしいほど受精したがる奈央と朝から晩までえげつない生中出しSEX 性欲が強すぎるスケベな妻と濃密な子作り生活（4月25日、Fitch）
- 「私…中出しの快感を忘れられずに、近所のおじさんと不倫してるんです…」 妻子がいる20歳以上年上の父の友人と不倫した高身長173センチ・Fカップ奇跡の身体をもつキャビンアテンダントの1年2カ月におよぶ中出し不倫全記録（5月3日、SODクリエイト）※「なお」名義
- 「玄関開けたらバスタオル姿の専業主婦が仕掛ける(視線/モロ見せ/密着)欲情サインを見逃すな!」 VOL.2（5月3日、DANDY）
- 唾液&唾ディープKISS 中出しエステサロン（5月5日、h.m.p）
- 性感暴発エビ反りアクメサロン（5月5日、ワープエンタテインメント）
- 団地妻の黄色いハンカチ（5月7日、マドンナ）
- 唾液がねっとり絡みつく濃密吸引フェラチオサロン（5月13日、Fitch）
- アナタの家にお邪魔しても大丈夫ですか? ついでにライトなAV撮影してみませんか?（5月13日、ナンパJAPAN）
- 「そこの巨乳お姉さん!童貞くんの射精のお手伝いをしてくれませんか?」 自慢のおっぱいでパイズリ挟射!してもらうつもりが優し過ぎて童貞喪失筆おろしセックス!までしてくれました。 Vol.14（5月25日、ナンパJAPAN）※「まい」名義
- 女教師中出し20連発（6月1日、アイエナジー）
- ウチの嫁さんが俺の会社のキス魔な部下にベロベロと寝取られました。（6月1日、ヒビノ）
- 知らなければよかった、夫の連れ子が巨根だったなんて…。（6月1日、溜池ゴロー）
- 夫の遺影の前で犯されて、気が狂うほど絶頂した私。（6月7日、マドンナ）
- 新性感帯 女尻ピルム筋開発マッサージ（6月13日、MOODYZ）
- 寝ている姉にイタズラしていたら逆に生ハメを求められて、もう発射しそうなのにカニばさみでロックされて逃げられずそのまま中出し!（6月15日、アイエナジー）
- 欲求不満な人妻たちの淫語かたりかけ自画撮りぐちゅぐちゅ連続絶頂指オナニー（6月15日、アイエナジー）
- ハーレム3輪車ソープ たっぷり真性中出しSPECIAL（6月19日、MOODYZ）
- 【胸糞】どうしようもなく興奮してしまう僕の鬱勃起体験談【悪い】 子供の頃に僕をイジメていた奴らの性奴隷になってしまった妻をご覧ください…（6月19日、Fitch）
- RQ 美脚痴女レースクィーン（6月19日、Be Free）
- 完全撮り下ろし 汗だく性交撮影終了後の、性も根も尽き果てた鉄板女優を、再び即激ハメ性交! 燃え尽きたカラダは、再び発情するのか?（6月19日、TEPPAN）
- 地元で有名なS級ヤリマンお貸しします。 りさ23歳(居酒屋店員)（6月23日、S級素人）※「りさ」名義
- 欲求不満な団地妻と孕ませオヤジの汗だく濃厚中出し不倫（6月25日、溜池ゴロー）
- 固定バイブ だるまさんが転んだ 5（6月25日、はじめ企画）※「ありさ」名義
- 剃毛解禁!! 恥辱のパイパン妻 〜愛する家族を守る為に無毛羞恥を受け入れて〜（7月1日、マドンナ）
- ボクの事を昔イジメていたヤンキー娘が美人妻になって健全なマッサージ店で性的サービスをしている情報を入手、それをネタに復讐ついでに中出しまでした件。 3（7月1日、変体紳士倶楽部）
- 文京区にある女教師が通う整体セラピー治療院 15（7月1日、変体紳士倶楽部）
- 奥までねじ込むトルネードフェラ（7月7日、痴女ヘブン）
- 口全ワイセツ 現役AV女優最高峰フェラチオテクニック（7月7日、h.m.p）
- 『ダメダメ!そんなに腰動かしたら挿っちゃいそうだよ!』 「擦り付けるだけで我慢して??」 何をしても決して怒らない超絶優しいお姉ちゃんに素股してもらってたらヌルズボで生挿入&生中出し!!※当然、お姉ちゃんは怒りません… ボクには巨乳で可愛くてとにかく優しいお姉ちゃんがいます。ボクがクラスで唯一の童貞になってしまい悩んでいたら『SEXはできないけど擦り付けるだけだったら…』とボクを元気づけようとちょっとエッチな素股をさせてくれる事に… 当然、ボクは嬉しくてお言葉に甘えて素股させてもらう事に!!擦っていたらだんだん気持ちよくなってきて激しく腰を動かしたら『ダメダメ!挿っちゃいそうだから止めて!』とお姉ちゃんが言い出したけどあまりの気持ちよさにボクの腰の動きは止まらずヌルっとうっかり生挿入!!しかもちゃっかり生中出ししちゃいました!そんな事してもお姉ちゃんは『気にしなくていいよ』と優しくしてくれるからまだまだヤリ足りないボクは調子に乗って勃起しなくなるまで何度も何度も何度でも中に出してしまいました!（7月7日、Hunter）
- 最後の一滴まで膣中で精子を搾りとる高速手コキ痴女（7月19日、ワンズファクトリー）
- フライト終わりの現役CAと中出し集団乱交パーティー 射精無制限!42発真正中出し(※素人男性19名参加)（7月20日、SODクリエイト）
- 大好きな姉とラブラブ子作り温泉旅行（7月20日、アイエナジー）
- プレミアム スタイリッシュソープ ゴールド（7月25日、プレミアム）
- びしょ濡れ女教師 〜真夏の濡れ透けポッチリ課外授業〜（8月1日、ヒビノ）
- ウォータースライダーで水着が外れちゃっておっぱい丸見え! 3 巨乳編 女性に人気のリゾートホテルのプールは気持ちと肩紐が緩んだ女性たちだらけで、男はたまたまボクひとり! しかも水着から乳首をチラリさせていたり、お尻がハミ出していたりして隙だらけ! さらにウォータースライダーで水着が外れておっぱいが丸見え状態なのでもちろん勃起! そして、勃起に気づいた女子が近寄ってくる事態に!（8月7日、Hunter）
- 素人ファン感謝祭 若菜奈央の高速腰振り騎乗位我慢できれば生中出しOK（8月13日、本中）
- 素人裸マスクコレクション （8月25日、S級素人）
- 20歳も離れた年の差婚のはてに・・ 妻が若い男に寝取られた!（8月25日、ながえスタイル）
- 突然超かわいい義理の妹ができた!しかも妹が通う学校に転入したら周りは女子だらけで男子はクラスでボク1人だった! 親が再婚して突然ボクに同学年のかわいい義理の妹が出来た!新居の都合上、ボクは義理の妹が通う学校に転入することになった。しかもその転入先の学校は元女子校で男はボク1人しかいない。正直ちやほやされると浮かれて行った転入初日、そんな淡い期待は打ち砕かれた!転入数日前にオナニーを義妹に見られてしまったボクはオナニーのオカズはもちろんのことチ○ポの大きさまで転入初日にバラされていたのです。クラス全員に!おかげで夢と希望に満ち溢れた学園生活はすぐに終わった…。と思ったら義妹がボクのチ○ポの大きさまでバラしたことで事態は好転! 女子たちはデカチン勃起を見てみたいと、あの手この手で勃起させようとしてきたのです!あまりの興奮にボクは触られただけですぐに発射してしまう超敏感早漏チ○ポ!だけど、すぐにムクムクと膨れ上がり何度も発射できる絶倫チ○ポに何度も興奮しまくりの女子!気がついたら女子に何度も中出しをしまくりでした。（9月1日、Hunter）　※AV OPEN 2017 企画部門エントリー作品
- 超高級中出し専門ソープ（9月7日、MOODYZ）
- イク瞬間に美脚でロック オヤジ精子孕みたがりホールド（9月7日、プレミアム）
- 軟派即日セックス Aさん(22歳)スポーツインストラクター（9月8日、S級素人）※「Aさん」名義
- 出会って04秒で合体 〜予定調和一切なし!思いついたら即ハメどっきり!さらに中出し!〜（9月13日、アリスJAPAN）
- パリピNTR 僕の前ではマジメだった彼女が実はギャルサーに入ってヤリまくっていた…（9月13日、kira☆kira）
- コンドームを無断で外して勝手に生挿入! 怒るどころか本気で超感じまくりのヤリマン義姉! 「ゴム着けるならヤラせてあげてもいいよ」家で真面目な義姉は外ではヤリマンだった! 親の再婚で突然出来た義理の姉はヤリマン女子校出身でヤリマンの疑い有り!しばらく同居していると雰囲気はエロいし家では裸に近い格好をしているし、朝帰りばかりしているしでヤリマンだと勝手に決めつけたボク。義姉がヤリマンだと信じて思い切って義姉に童貞喪失をお願いしたら、「ゴム着けるならヤラせてあげてもいいよ」と言ってヤラせてくれることに!しかし、ボクのテクでは義姉はもちろん感じることがなく、ボクが思っていたセックスとはまるで違う! 悔しくてボクは勝手に着けていたコンドームを外して生挿入!すると、さきほどまで挿れていても無反応だった義姉は感じまくりで何度も求めてくる!結果、怒るどころか本気で感じまくった義姉に何度も中出しをしてしまいました!（9月19日、Hunter）
- 年上で小生意気な姉を夜這いする義弟と縛り上げてお仕置きFUCKする絶倫オヤジ（9月21日、ヒビノ）
- 一度射精しても止めない 強制的に連続射精に導く痴女（9月22日、個性派Director's）
- 私の騎乗位技術全部出し（10月1日、MOODYZ）
- 人妻の浮気心（10月1日、人妻援護会）
- 僕のねとられ話しを聞いてほしい 「生理的に無理」とまで言った最も忌み嫌うゲス男のチ●ポであへあへと寝盗られた妻（10月1日、JET映像）
- 禁断介護（10月5日、グローリークエスト）
- やりすぎ家庭教師（10月6日、h.m.p）
- 祝童貞卒業から一変!GAL流筆おろし 無制限発射金玉からっぽ監禁中出し（10月7日、kira☆kira）
- 性癖が罪悪感を越えた時 (10月26日、タカラ映像)
- 夫の目の前で犯されて - 暴虐の再訪- (11月25日、アタッカーズ)
- ド痴女だらけの強制24射精痴女ハーレム楽園～男潮吹き・中出し・連続ヌキ完全独り占め220分～ (11月25日、痴女ヘブン)
- 絶頂依存症痴女ギャルのイクイクホールド無制限射精SEX (12月1日、Kira☆Kira)
- ずっとハメっぱなし高級ご奉仕メイド (12月13日、MOODYZ)
- 奴隷色のステージ 37 (12月13日、アタッカーズ)
- 親戚のお姉さんがこっそり誘惑してくるから子作り (12月13日、ZUKKON/BAKKON)
- CFNM 着衣の極意 (12月13日、AVS Collector's)
- 私、実は夫の上司に犯され続けてます… (12月25日、溜池ゴロー)

- ボディコンお姉さんの騎乗位誘惑 (1月1日、Kira☆Kira)
- M男クンのアパートの鍵、貸します。(1月5日、ワープエンタテインメント)
- はだかの主婦 江東区在住若菜奈央（26） (1月12日、プラネットプラス)
- 若菜奈央ベスト4時間 (1月12日、h.m.p) ※単体ベスト
- 定年退職してヒマになったドスケベ義父の嫁いぢり (1月13日、VENUS)
- 丸ごと!若菜奈央BEST ～背徳ドラマで不貞に溺れる奈央の大人の魅力を大放出!! (1月25日、マドンナ) ※単体ベスト
- 今日はこいつにヌカれたい。 (2月2日、ワープエンタテインメント)
- 崩壊寸前!全身愛撫で焦らされジュクジュクになった欲しがりマ○コ 世界一気持ちいい挿入で女を最高潮に満足させる絶頂オーガズム (2月7日、ROOKIE)
- 総額10万円高級店の人気No.1嬢即ハメ淫語サービスが過剰すぎる生本番巨乳中出しソープ (2月13日、本中)
- 突然押しかけてきた嫁の姉さんに抱かれっぱなしの1泊2日 (2月13日、ヴィーナス)
- 課外性奴 (2月14日、アリスJAPAN)
- 若菜奈央8時間BEST (3月13日、MOODYZ) ※単体ベスト